# Revolution (ダイアナ・ガーネットの曲)
『Revolution』（レボリューション）は、アメリカ合衆国ワシントンD.C.出身の歌手、ダイアナ・ガーネットの楽曲であり、メジャー12枚目のオリジナルシングル（9枚目のデジタルシングル、7枚目のコラボシングル）。
2024年12月5日に発売。発売元はStarlight Re:Volver。

## 概要
前作「甘党」から2ヵ月でのリリースで、Milo Poniewozikとダイアナ・ガーネットの1枚目コラボシングル。Milo Poniewozikが作曲編曲プロデューサー、ダイアナも歌詞参加した。
ジャケットは、Pahdo Labsのゲーム『Starlight Re:Volver』の主人公のEffy Corbeauを表す。

### タイアップ
- タイトル曲の「Revolution」は、Pahdo Labsのゲーム『Starlight Re:Volver』主題歌。
- 2024年12月5日、発売にあたり、タイトル曲の「Revolution」は、PC Gamerのゲーム展示会生放送にて「PC Gaming Show: Most Wanted 2024」（YouTube）に含め放送されたPahdo Labsのゲーム『Starlight Re:Volver』の「Official Gameplay」ティーザーが放送された。[4][5]
- 2024年12月11日、ミュージックビデオは「YouTube」にPahdo Labsのチャンネルにて特番が放送された。[6] ミュージックビデオには、ゲーム『Starlight Re:Volver』の舞台を表す。

## 収録曲
1. Revolution [3:04]
  - 作詞：ダイアナ・ガーネット、作曲・編曲：Milo Poniewozik
  - Pahdo Labs[3]ゲーム『Starlight Re:Volver』主題歌。[4][5]
2. Revolution (Trailer Edit) [1:00]
3. Revolution (Karaoke Edition) [3:04]

## 参加アーティスト
- ダイアナ・ガーネット - 歌詞、ボーカル
- Milo Poniewozik - 全作曲・全編曲、プロデュース
- BluhEw - ギター
- PliXoR - ミックス